# Ludwig Karl Flügge
Ludwig Karl Heinrich Flügge (* 30. Juli 1819 in Lübtheen; † 20. Juni 1906 in Schwerin) war ein mecklenburgischer Jurist und Mitglied des Vorparlaments in Frankfurt am Main.

## Leben
Ludwig Karl Flügge war der Sohn von Anton Friedrich Christian Flügge, des Postschreibers in Lübtheen, später in Redefin und Henriette Maria Elisabeth, geborene Behren. Sein Bruder Friedrich war großherzoglich-mecklenburgischer Oberpostamtsdirektor in Rostock. Ludwig Karl Flügge studierte in Berlin, Göttingen und Rostock und bestand 1845 das Advokatenexamen. Anschließend war er als Auditor beim Domanialamt Hagenow-Toddin-Bakendorf [-Lübtheen] in Hagenow tätig.
1847 wechselte er zum Kriminalkollegium Bützow, von wo er 1848  nach Dömitz versetzt wurde. Im selben Jahr wurde er Mitglied des Vorparlaments in Frankfurt am Main, in dem die Wahl der Frankfurter Nationalversammlung vorbereitet wurde. 1850 legte er das Richterexamen ab und wurde in das Amt Lübz versetzt, kurz darauf ins Schweriner Amt und ins Amt Warin. Weitere Ämter Flügges waren das des Garnisons-Auditeurs in Wismar, Justitiar des ritterschaftlichen Patrimonialgerichts, Kirchenvisitationssekretär und 1851 Garnisons-Auditeur in Schwerin. 1863 wurde er Kabinettsrat.
Ludwig Karl Flügge war ein Vertrauter des Großherzogs Friedrich Franz II, der ihm 1874 das Komturkreuz des Hausordens der Wendischen Krone verlieh. Im gleichen Jahr wurde Flügge Geheimer Rat.